# ان.دابلیو.ای. و د پاسی
| بررسی انتقادی | بررسی انتقادی |
| منبع          | رتبه‌بندی      |
| ------------- | ------------- |
| آل‌میوزیک      | [ ۱ ]         |

ان.دابلیو.ای. و دِ پاسی (به انگلیسی:N.W.A. and the Posse) آلبومی از گروه موسیقی هیپ هاپ، ان.دابلیو.ای است که در سال ۱۹۸۷ توسط، "مًکولا رکورد" با تهیه‌کنندگی دکتر دره و شرکت چند هنرمند مختلف منتشر شد. البته آلبوم به عنوان آلبوم ان.دابلیو.ای. عرضه شد. آلبوم شامل آثاری از، ان.دابلیو.ای، ایزی-ایی، گروه تگزاسی "فیلا فرش کرو" و گروه "رپیستاین" است که قبلاً منتشر شده بوده و در این آلبوم گرد آوری شده‌اند.
کاور آلبوم، همان کاوری ست که برای تک‌آهنگ "منطقه وحشت" استفاده شده‌است؛ در این عکس کسانی حضور دارند که در آلبوم به همکاری نپرداخته‌اند.
در این دوره زمانی، اسم گروه با یک نقطه در آخر نوشته میشد؛ این ویژگی در آلبوم‌های بعدی، ان.دابلیو.ای. وجود ندارد.
آلبوم توانست به رتبه ۳۹ بیلبورد رسیده و توانست گواهینامه فروش طلا را از انجمن صنعت ضبط موسیقی آمریکا، دریافت کند.
ان.دابلیو.ای. و دِ پوسه در ۱۳ نوامبر ۱۹۸۹ (۲۲ آبان ۱۳۶۸)، توسط "روتلز رکوردز"بازانتشار شد؛ در این نسخه آهنگی از ان.دابلیو.ای. جایگزین آهنگ گروه "رپیستاین" شد.

## لیست آهنگ‌ها
در نسخه باز انتشار ۱۹۸۹، آهنگ "جیغ" با آهنگ "جنده جنده است" از ان.دابلیو.ای. که در طرف دوم تک‌آهنگ "خودت را بیان کن" و نسخه باز انتشار آلبوم "مستقیم بیرون کامپتن" نیز قرار دارد، جایگزین شد.
| شماره      | نام                  | رپر (ها)                                 | مدت   |
| ---------- | -------------------- | ---------------------------------------- | ----- |
| ۱.         | «بچه‌های محل»         | ایزی-ایی                                 | ۵:۳۷  |
| ۲.         | «۸ توپ»              | ایزی-ایی، ام سی رن                       | ۴:۲۶  |
| ۳.         | «دانک و مست»         | فیلا فش کرو                              | ۵:۰۱  |
| ۴.         | «جیغ»                | ام. "مایکروفاین مایک" تروی، رپیستاین     | ۳:۱۸  |
| ۵.         | «برو بالا (سر بکش)»  | فیلا فلش کرو                             | ۴:۴۵  |
| ۶.         | «منطقه وحشت»         | کریزی دی، دکتر دره، شاهزاده عرب          | ۳:۳۳  |
| ۷.         | «اِل.ای خودشه»        | ایزی-ایی، ران-دوو-وو                     | ۴:۳۱  |
| ۸.         | «ساقی»               | آیس کیوب، ایزی-ایی، کریزی دی، ریک دیکسون | ۶:۱۶  |
| ۹.         | «سرسخت‌ترین مرد زنده» | فیلا فش کرو                              | ۲:۱۶  |
| ۱۰.        | «دختر چاق»           | ایزی-ایی، ران-دوو-وو                     | ۲:۴۵  |
| ۱۱.        | «۳ راه سخت»          | فیلا فش کرو                              | ۴:۱۰  |
| مجموع مدت: | مجموع مدت:           | مجموع مدت:                               | ۴۶:۲۶ |